# Рэй, Мюррей
Мюррей Расселл Рэй (англ. Murray Russell Rae; род. 19 января 1939, Окленд) — новозеландский яхтсмен, участник летних Олимпийских игр 1960 года в классе Летучий голландец.

## Спортивная биография
В 1960 году Мюррей Рэй принял участие в летних Олимпийских играх в Риме. Новозеландский спортсмен вместе с Роном Уотсоном выступил в новом олимпийском классе Летучий голландец. Новозеландские яхтсмены выступали на лодке Harmony. Пять раз в семи гонках Рэй и Уотсон смогли пробиться в число десяти сильнейших, а по итогам второй гонки и вовсе заняли третье место. В общем зачёте новозеландский экипаж набрал 4641 очко и занял итоговое 8-е место.